# Maywood (Illinois)
Maywood è una città degli Stati Uniti d'America, nella Contea di Cook, dello Stato dell'Illinois. È un sobborgo della cintura urbana di Chicago.

## Geografia fisica
È situata lungo il corso del fiume Desplanes. Secondo lo United States Census Bureau, la città ha una superficie totale di 32,9 km².

## Società

### Evoluzione demografica
Al censimento del 2000 la popolazione era costituita da 39 636 persone, la cui origine etnica era per l'82,07% di neri, lo 10,05% di ispanici, lo 9,07% di bianchi, lo 0,30% di asiatici, lo 0,01% di nativi americani, l'1,63% di altra origine e l'1,63% multirazziali.